# Bruno Brazil
Bruno Brazil is een Belgische stripreeks getekend door William Vance op scenario van Greg die onder het pseudoniem Louis Albert werkte voor deze reeks.

## Inhoud
De stripreeks gaat over een geheim agent genaamd Bruno Brazil, die een kleine speciale eenheid van de Amerikaanse geheime dienst aanvoert. In de latere delen wordt deze geheime dienst de WSIO (World Security International Organisation) genoemd. De speciale eenheid van Bruno staat bekend onder de codenaam "Commando Kaaiman" en ieder van de zes leden van het commando beschikt over een bijzondere eigenschap. Tot en met deel vier is Rebelle als eeuwige vijand het misdadige brein achter fantastische uitvindingen. Daarna verdwijnt zij van het toneel en worden de verhalen realistischer en moet Commando Kaaiman de strijd aangaan met de maffia.

## Personages
- Bruno Brazil, de held van het verhaal, de kapitein van het commando.
- Gaucho Morales, een oude rot, nogal anarchistisch. Rookt steeds sigaren.
- Whip Rafale, de enige vrouw in het gezelschap, zeer vaardig met de zweep.
- Billy Brazil, de jongere broer van Bruno Brazil, onervaren maar toegewijd.
- Texas Bronco, cowboy, snel en handig met de colt.
- Big Boy Lafayette, ex-jockey, klein maar taai. Gebruikt een stalen jojo als wapen.
- Tony De Nomade, hippie (verschijnt vanaf boek 8).
- Rebelle, de eeuwige vijandin.

## Publicatiegeschiedenis

### Voorgeschiedenis
De Franse censuurcommissie zorgde ervoor dat de strips in Spirou/Robbedoes en Tintin/Kuifje nauwelijks geweld en vrouwen vertoonde. Echter trok het blad Héroïc-Albums zich daar niks van aan waardoor dat blad die thema's wel gebruikte in hun stripverhalen. Greg tekende hier ook totdat het blad in 1956 failliet ging.
In 1964 start William Vance zijn eerste reeks in Tintin/Kuifje: Howard Flynn. In 1965 werd Greg hoofdredacteur van Tintin/Kuifje. Greg wilde het blad realistischer maken door thema's geweld, vrouwen, seks een veel grotere rol in de strips te geven. Hierop besloot hij ook om zowat alle reeksen te schrijven voor het blad waaronder deze omdat hij geen goede scenaristen vond. In 1966 ontmoetten Greg en Vance elkaar op een tentoonstelling, waarna ze besloten samen te werken aan deze stripreeks.

### Greg-Vance (1968-1983)
Op 17 januari 1967 verscheen het eerste korte verhaal met Bruno Brazil in de hoofdrol in Tintin/Kuifje. Greg schreef onder het pseudoniem Louis Albert om kritiek tegen te gaan omdat hij zowat alle scenario's voor de stripreeksen schreef. Het succes van de James Bond-films beïnvloedde Greg en Vance in de vroege periode van Bruno Brazil. Vervolgens verschenen in 1967 vier nieuwe korte verhalen van deze reeks. In de jaarlijkse opiniepeiling van Tintin/Kuifje bleek het vervolgens onverwacht de zevende populairste stripreeks van het blad. Hierop besloot Greg om Bruno Brazil een prominentere plaats in het blad te geven. Vervolgens verscheen het eerste lange verhaal De haai die tweemaal stierf op 12 maart 1968.
Na het succes van het eerste lange verhaal, verscheen er een tweede, genaamd Commando Kaaiman, waarin hij Bruno Brazil omringt met een team. Het team blijft Brazil ook helpen in zijn verdere avonturen. Het team kwam er na het succes van de televisieserie Mission: Impossible uit de jaren 60.
De serie doet nu gedateerd aan, maar was destijds in zekere zin vernieuwend. De invloed van Greg is hier met name debet aan, vooral vanwege diens soms wat moralistisch overkomende dialogen. Niettemin steken de plots over het algemeen goed in elkaar. Ook werden de verhalen geleidelijk aan steeds gewelddadiger. De strip was in zoverre vernieuwend dat helden stierven. Het werk van Vance in deze serie is vergeleken met zijn eerdere werk erg experimenteel en vernieuwend, met name wat betreft kleureffecten en plaatindeling.
Greg en Vance maakten samen 9 lange verhalen die uitgegeven werden als de eerste 9 albums. In 1977 verscheen het korte verhaal Dossier Bruno Brazil, waarna dat korte verhaal samen met de 5 oorspronkelijke korte verhalen werd uitgegeven als het tiende album.
Door de vele reeksen waarvoor Greg scenario's schreef, duurde het voor verscheidene tekenaars lang voordat ze hun scenario's kregen. Hierdoor werden verscheidene reeksen stopgezet. Op een gegeven moment ging Greg voor een aantal jaren naar de Verenigde Staten, waardoor zijn overige reeksen waaronder deze stopgezet werden. Ook werden een aantal series overgenomen. Hierop stelde Jean Van Hamme in de jaren 80 voor om Bruno Brazil over te nemen. Greg vertrok echter zonder iets te laten weten. Vance kreeg intussen geen nieuwe scenario's meer van deze reeks. Hierop maakten Van Hamme en Vance samen een nieuwe stripreeks: XIII. Er verschenen wel nog enkele korte verhalen waarvan de laatste in 1983. Hierna lag de reeks verscheidene jaren stil.
Halverwege de jaren 80 keerde Greg terug uit de Verenigde Staten waarop hij opnieuw de scenario's van enkele van zijn vroegere series schreef, maar deze reeks viel daar niet onder. In 1994 besloot uitgeverij Le Lombard om de albums heruit te geven met aangepaste kaften en inkleuring. Hierbij verscheen dan een elfde album waarin de drie korte verhalen die eerder verschenen in Tintin/Kuifje stonden. Ook verscheen er een onvoltooid, nieuw, kort verhaal in dat album. (Eigenlijk was dit het verhaal waar Greg en Vance mee bezig waren vlak voordat Greg onverwacht naar de Verenigde Staten ging, maar het werd nooit afgewerkt en ook nooit gepubliceerd tot 1995.) Wel verscheen er in een integraal album een scenario van dit verhaal. Dit scenario gaat over het verdere verloop van het verhaal, maar het heeft geen einde. Hierna verschenen er geen nieuwe verhalen meer.
In 1999 overleed Greg.

### Bollée-Aymond (2019-heden)
In 2018 werd een nieuw album aangekondigd met Philippe Aymond als tekenaar en Laurent-Frédéric Bollée als scenarist. Het album verscheen in november 2019 in de reeks De nieuwe avonturen van Bruno Brazil.

## Verhalen
De verhalen van de reguliere reeks en de korte verhalen werden getekend door William Vance op scenario van Greg. De nieuwe avonturen van Bruno Brazil werden getekend door Philippe Aymond op scenario van Laurent-Frédéric Bollée. De albums werden uitgegeven door Le Lombard.

### Albums

#### Reguliere reeks
| Nr. | Titel                        | Originele titel                | Publicatiejaar Tintin | Uitgavejaar album |
| --- | ---------------------------- | ------------------------------ | --------------------- | ----------------- |
| 1   | De haai die tweemaal stierf  | Le requin qui mourut deux fois | 1968                  | 1969              |
| 2   | Commando Kaaiman             | Commando Caïman                | 1969                  | 1970              |
| 3   | Ogen zonder gelaat           | Les yeux sans visage           | 1969                  | 1971              |
| 4   | De versteende stad           | La cité pétrifiée              | 1971                  | 1972              |
| 5   | De nacht der jakhalzen       | La nuit des chacals            | 1971                  | 1973              |
| 6   | Dodendans in Sacramento      | Sarabande à Sacramento         | 1972                  | 1974              |
| 7   | Kaaimannen in het rijstveld  | Des caïmans dans la rizière    | 1973                  | 1975              |
| 8   | Storm op de Aleoeten         | Orage aux Aléoutiennes         | 1975                  | 1976              |
| 9   | Quitte of dubbel voor Alak 6 | Quitte ou double pour Alak 6   | 1976                  | 1977              |
| 10  | Dossier Bruno Brazil         | Dossier Bruno Brazil           | 1967-1977             | 1977              |
| 11  | Het einde...!??              | La fin...!??                   |                       | 1995              |

#### De nieuwe avonturen van Bruno Brazil
| Nr. | Titel                       | Originele titel                | Uitgavejaar album |
| --- | --------------------------- | ------------------------------ | ----------------- |
| 1   | Black program deel 1        | Black program tome 1           | 2019              |
| 2   | Black program deel 2        | Black program tome 2           | 2020              |
| 3   | Terreur in het hoge noorden | Terreur boréale à Eskimo Point | 2022              |

### Korte verhalen
| Titel                              | Originele titel                         | Aantal pagina's | Publicatiejaar |
| ---------------------------------- | --------------------------------------- | --------------- | -------------- |
| Een roos voor de roos              | Une fleur pour cible...                 | 5               | 1967           |
| Een bom in een sneeuwbal           | Piège sous globe!                       | 7               | 1967           |
| Verraad in Zuid-Amerika            | Réseau diamant                          | 7               | 1967           |
| Het glazen schild                  | Le bouclier de verre                    | 7               | 1967           |
| Poppen hebben een hard leven       | Les poupées ont la vie dure             | 7               | 1967           |
| Dossier Bruno Brazil               | Dossier Bruno Brazil                    | 8               | 1977           |
| Op een haartje na...               | À un poil près…                         | 14              | 1979           |
| Doodt de onsterfelijken niet       | Ne tuez pas les immortels               | 8               | 1982           |
| Soldaatje spelen, diefje vangen... | Fausses manœuvres et vraies embrouilles | 11              | 1983           |
| De rode ketting                    | La chaîne rouge                         |                 | 1995           |

Voetnota:
1. 1 2 3 4 5 6 7 8 9  Deze korte verhalen verschenen voor het eerst in Tintin/Kuifje.
2. ↑  Dit kort verhaal verscheen voor het eerst in het elfde album in 1995. Het verhaal is nooit afgewerkt.

### Compilatiealbum
In 1993 verscheen het compilatiealbum Ne tuez pas les immortels. Dat album bevat 4 korte verhalen uit deze reeks.
In 2006 verscheen er een compilatiealbum in het Frans dat de eerste twee albums omvat.

### Integrale edities
In 2013 en 2014 verscheen een reeks van drie integrale edities in het Frans die alle albums bevat. In 2016 verscheen die reeks in het Nederlands.